# Gromada Białka (Powiat Lubelski)
Die Gromada Białka war eine Verwaltungseinheit in der Volksrepublik Polen zwischen 1954 und 1968. Verwaltet wurde die Gromada vom Gromadzka Rada Narodowa, dessen Sitz sich in Białka befand und aus 21 Mitgliedern bestand.
Die Gromada Białka gehörte zum Powiat Lubelski in der Woiwodschaft Lublin und bestand aus den Dörfern Białka, Wólka Białecka, Dąbrowa, Zgniła Struga und den Siedlungen Białka und Jaszczów, ehemaligen Gromadas der aufgelösten Gmina Jaszczów und Flächen der Gromada Maryniów der aufgelösten Gmina Brzeziny. Zum 1. Januar 1957 erhielt die Gromada Białka einige Flächen des Dorfes Majdan Siostrzytowski die aus der Gromada Dorohucza ausgegliedert wurden. Zum 1. Januar 1969 wurde die Gromada aufgelöst und in die Gromada Milejów eingegliedert.